# Lausavísur
Lausavísur – luźne wiersze, rozproszone w tekście sagi pisanej prozą, często wprowadzane frazą „þá kvað” (coś w rodzaju „wtedy powiedziano”), mają charakter okolicznościowy; improwizacje, dają dobry obraz islandzkiego kunsztu poetyckiego w ogóle (w innych krajach wyszukane formy były przywilejem jedynie najwyższej hierarchii społecznej; w Islandii sztuka ta była własnością wszystkich.